# Canottaggio ai Giochi della XXX Olimpiade - Otto femminile
L'otto femminile dei Giochi della XXX Olimpiade si è svolto tra il 29 luglio e il 2 agosto 2012. Hanno partecipato 7 equipaggi.
La gara è stata vinta dall'equipaggio statunitense, che ha concluso la finale con il tempo di 6'10"59; le medaglie d'argento e di bronzo sono andate rispettivamente all'equipaggio canadese e a quello olandese.

## Formato
Gli equipaggi sono divisi in due batterie; i due vincitori accedono alla finale, mentre gli altri competono in un ripescaggio che qualifica altri quattro equipaggi.

## Programma
| Data           | Ora (BST/UTC+1) | Turno      |
| -------------- | --------------- | ---------- |
| 29 luglio 2012 | 11:50           | Batterie   |
| 31 luglio 2012 | 10:50           | Ripescaggi |
| 2 agosto 2012  | 12:30           | Finale     |

## Risultati

### Batterie
| Pos. | Atleti                                                                             | Nazione       | Tempo   | Note |
| ---- | ---------------------------------------------------------------------------------- | ------------- | ------- | ---- |
| 1    | Cafaro, Francia, Lofgren, Ritzel, Musnicki, Logan, Lind, Davies, Whipple           | Stati Uniti   | 6'14"68 | Q    |
| 2    | Vermeersch, Chatterton, Selby Smith, Cook, Gerrand, Hagan, Kehoe, Stanley, Patrick | Australia     | 6'20"89 | R    |
| 3    | Whitlam, Reeve, Eddie, Maguire, Page, Vernon, Greves, Thornley, O'Connor           | Gran Bretagna | 6'23"51 | R    |
| 4    | Schütte, Lepke, Schulze, Thiem, Sennewald, Drygalla, Marchand, Siering, Schwensen  | Germania      | 6'34"32 | R    |

| Pos. | Atleti                                                                                             | Nazione     | Tempo   | Note |
| ---- | -------------------------------------------------------------------------------------------------- | ----------- | ------- | ---- |
| 1    | Hanson, Viinberg, Guloien, Wilkinson, Mastracci, Brzozowicz, Marquardt, Morin, Thompson-Willie     | Canada      | 6'13"91 | Q    |
| 2    | Cogianu, Albu, Grigoraș, Dorneanu, Lupașcu, Mironcic, Cojocariu, Rotaru, Gidoiu                    | Romania     | 6'16"61 | R    |
| 3    | Veenhoven, Kingma, Achterberg, de Groot, Repelaer van Driel, Belderbos, Bouw, de Haan, Schellekens | Paesi Bassi | 6'18"98 | R    |

### Ripescaggio
| Pos. | Atleti                                                                                             | Nazione       | Tempo   | Note |
| ---- | -------------------------------------------------------------------------------------------------- | ------------- | ------- | ---- |
| 1    | Veenhoven, Kingma, Achterberg, de Groot, Repelaer van Driel, Belderbos, Bouw, de Haan, Schellekens | Paesi Bassi   | 6'15"36 | Q    |
| 2    | Cogianu, Albu, Grigoraș, Dorneanu, Lupașcu, Mironcic, Cojocariu, Rotaru, Gidoiu                    | Romania       | 6'16"16 | Q    |
| 3    | Vermeersch, Chatterton, Selby Smith, Cook, Gerrand, Hagan, Kehoe, Stanley, Patrick                 | Australia     | 6'18"63 | Q    |
| 4    | Whitlam, Reeve, Eddie, Maguire, Page, Vernon, Greves, Thornley, O'Connor                           | Gran Bretagna | 6'21"58 | Q    |
| 5    | Schütte, Lepke, Schulze, Thiem, Sennewald, Drygalla, Marchand, Siering, Schwensen                  | Germania      | 6'27"69 |      |

### Finale
| Pos. | Atleti                                                                                             | Nazione       | Tempo   | Note |
| ---- | -------------------------------------------------------------------------------------------------- | ------------- | ------- | ---- |
|      | Cafaro, Francia, Lofgren, Ritzel, Musnicki, Logan, Lind, Davies, Whipple                           | Stati Uniti   | 6'10"59 |      |
|      | Hanson, Viinberg, Guloien, Wilkinson, Mastracci, Brzozowicz, Marquardt, Morin, Thompson-Willie     | Canada        | 6'12"06 |      |
|      | Veenhoven, Kingma, Achterberg, de Groot, Repelaer van Driel, Belderbos, Bouw, de Haan, Schellekens | Paesi Bassi   | 6'13"12 |      |
| 4    | Cogianu, Albu, Grigoras, Dorneanu, Lupascu, Mironcic, Cojocariu, Rotaru, Gidoiu                    | Romania       | 6'17"64 |      |
| 5    | Whitlam, Reeve, Eddie, Maguire, Page, Vernon, Greves, Thornley, O'Connor                           | Gran Bretagna | 6'18"77 |      |
| 6    | Vermeersch, Chatterton, Selby Smith, Cook, Gerrand, Hagan, Kehoe, Stanley, Patrick                 | Australia     | 6'18"86 |      |